# La vedova non veste di nero
La vedova non veste di nero è un film del 1988 diretto da Craig Lahiff. Si tratta di un thriller a sfondo erotico in cui un poliziotto australiano, il sergente Jack Wells (detto Jeff), che trova per caso una valigia piena di denaro, decide di tenerla per sé e sua moglie Leanne, dando origine ad una serie di eventi rocamboleschi e violenti, che coinvolgono anche l'amante di Leanne.
Il film è stato realizzato con un basso budget, con l'aiuto del South Australian Film and Television Financing Fund. Fu girato interamente a Port Adelaide.